# دونالد كوشرين
دونالد كوشرين هو سياسي أسترالي، ولد في 17 فبراير 1904، وتوفي في 29 يناير 1985. نشط حزبياً في حزب العمال الأسترالي. وقد انتخب عضو المجلس التشريعي لنيوساوث ويلز ‏.